# Modiolarca impacta
Modiolarca impacta är en musselart som först beskrevs av Hermann 1782.  Modiolarca impacta ingår i släktet Modiolarca och familjen blåmusslor. Inga underarter finns listade i Catalogue of Life.

## Bildgalleri

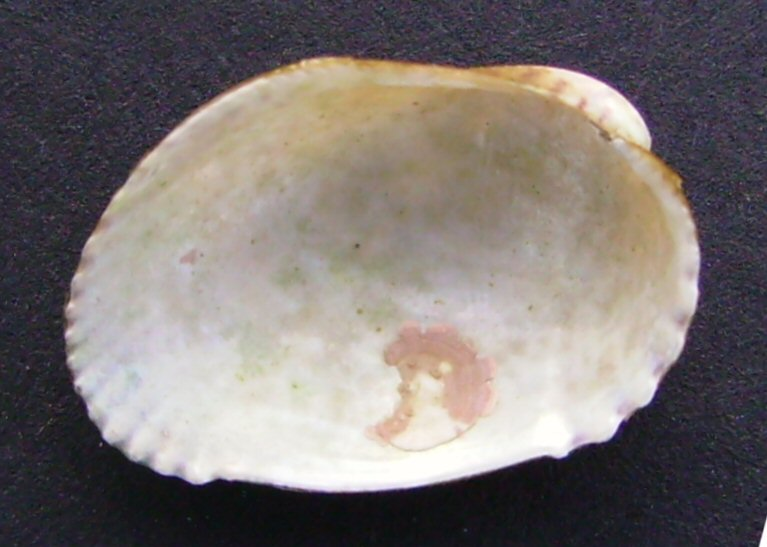